# Джебел Букорнин
Джебел Букорнин (на арабски: جبل بوقرنين) е възвишение с височина 576 метра, издигащо се над град Хамам Лиф и Туниския залив в Северен Тунис.
Името му идва от пуническото Баал-Карнаим („господар с 2 рога“) от неговите 2 съседни върха с височина 576 и 493 метра. През Картагенската епоха хълмът е смятан за свещен и на него са провеждани религиозни церемонии.
Днес възвишението е попада в Националния парк „Букорнин“.